# Žaovine
Žaovine – wieś w Bośni i Hercegowinie, w Federacji Bośni i Hercegowiny, w kantonie środkowobośniackim, w gminie Jajce. W 2013 roku liczyła 3 mieszkańców, z czego większość stanowili Boszniacy.